# Evje og Vegusdals kommun
Evje og Vegusdals kommun (norska: Evje og Vegusdal kommune) var en kommun i Aust-Agder fylke i södra Norge. Kommunen omfattade den östra delen av nuvarande Evje og Hornnes kommun samt den nordvästra delen av nuvarande Birkenes kommun. Tätorten Evje utgjorde kommunens centralort.

## Administrativ historik
Evje og Vegusdals kommun upprättades den 1 januari 1838 (som Evje og Veigusdal formannskapsdistrikt) när Formannskapslovene från 1837 trädde i kraft.
Den 1 januari 1877 delades kommunen i två och de båda kommunerna Evje respektive Vegusdal bildades. Den gamla kommunen hade vid delningen totalt 1 805 invånare.